# Esbjerg Rock Festival
Esbjerg Rock Festival var en årlig musikfestival afholdt i årene 1991-2018 i Vognsbølparken, Esbjerg. Trods navnet var festivalen kendt for et bredt og folkeligt musikprogram af klassiske danske og internationale navne indenfor genrerne pop og rock. I de seneste år var programmet især fokuseret på musik fra 1980'erne, hvilket gjorde at festivalen i folkemunde oftest kaldtes "80'er rock" og tilsvarende.
Festivalen blev promotet af SHB, Søren Højberg Booking, som dog i 2018 havde overdraget festivalens afholdelse til en fond og forening. Efter 2018-udgaven annoncerede foreningen at den grundet dårlig økonomi ville opløse sig selv, og at dette formentlig blev den sidste udgave af festivalen.

## Festivalen gennem årene
| År                      | Dato(er)                                | Scenekunstnere | DJ's i Eldorado-teltet | Publikummer |
| ----------------------- | --------------------------------------- | --- | --- | ----------- |
| 1994                    |                                         | Deep Purple, Status Quo | | 30'000      |
| 2002                    | Fredag d. 21. juni - Lørdag d. 22. juni | TV2, Runrig, Hit med 80'erne, Smokie, Back in Black | | 7500        |
| 2004                    | Fredag d. 18. juni - Lørdag d. 19. juni | | |             |
| 2011                    | Lørdag d. 18. juni, kl. 11-24           | Rockers By Choice, Hit Med 80'erne med Peter A.G., Den Gale Pose, UB40, Moonjam, O.M.D., Cyndi Lauper | Carsten Agerbæk, Thomas Kristensen, Jørgen de Mylius, Morten Resen                                                                                    |             |
| 2012                    | Fredag d. 1. juni - lørdag d. 2. juni   | Die Herren, Back In Black, The Boss - Tribute to Springsteen, Enjoy the Silence - Depeche Mode Jam, Kim Wilde, Alphaville, Nik Kershaw, Belinda Carlisle, Midge Ure, T'Pau, Rocazino, Dodo & The Dodos | Carsten Agerbæk, Dennis Johannesson, Thomas Kristensen, Jørgen de Mylius, Morten Resen                                                                |             |
| 2013                    | Fredag 31. maj - lørdag 1. juni         | Hit med 80'erne, Back In Black, Michael Jackson Tribute, Bryan Adams Tribute og Kind Of Magic, O.M.D., Howard Jones, Billy Ocean, Rick Astley, Level 42, Münchener Freiheit | Carsten Agerbæk, Joakim Hediger, Thomas Kristensen, Jørgen de Mylius, Morten Resen                                                                    |             |
| 2014                    |                                         | Billy Idol, Blondie,Hanne Boel | |             |
| 2015 (25. års jubilæum) |                                         | Def Leppard, Europe, Mike & The Mechanics, Münchener Freiheit, Lars H.U.G., Gnags, Michael Learns To Rock, The Sandmen, Sko/Torp, Nadia Stein (News), Aphyxion, MC Einar, Zindy & Zipp fra Cut'N'Move, Sash!, Hit'n'Hide, Dr. Bombay, Cargo                                                                         | Carsten Agerbæk, Christian Degn, Sune E, Henrik Foersom, Thomas Kristensen, Morten Resen                                                              |             |
| 2016                    |                                         | Andy Bell (Erasure), Dizzy Mizz Lizzy, Anastacia, Richard Marx, Mike & The Mechanics, Mike Tramp, KrebsFalch, Johnny Madsen, Love Shop, Vengaboys, Sash!, ItaloBrothers, Culture Beat, Barcode Brothers, Drömhus, Rednex, Paradisio, Blå Øjne, Rocazino, 80'erne Lever, Best Of Bowie, Nadia Stein (News), Meridian | Carsten Agerbæk, Henrik Dalgaard, Sune E, Thomas Kristensen, Morten Resen                                                                             |             |
| 2017                    | Fredag d. 2 juni - lørdag d. 3. juni    | Ronan Keating, Melanie C, TV-2, Ugly Kid Joe, Tony Hadley, Amaranthe, Pretty Maids, Mike Tramp, Black Oak County, Back In Black, Viva La Wolfe | Thomas Kristensen, Morten Resen, Joakim Hediger, Christian Degn, Sune E, Henrik Dalgaard, Daniel Søndergaard, Jimi Rosa, Hans Sandal, Benjamin Mørch] | ca. 10'000  |
| 2018                    | Fredag d. 31. maj - lørdag d. 1. juni   | Texas, Thomas Helmig, Carpark North, Magtens Korridorer, Søren Huss, Johnny Madsen, Mew, Hotel Hunger, Rasmus Walter, Jesper Binzer, Hugo Helmig, Ida Corr, Thomas Buttenschøn, Hjalmer, Saveus, Marie Frank, Juncker, Bon Jovi Jam                                                                                 | Carsten Agerbæk, Sune E, Thomas Kristensen, Janus Lauvring, Jesper Mitu                                                                               | 6'000       |